# Grypocentrus arcuatus
Grypocentrus arcuatus är en stekelart som beskrevs av Dmitriy R. Kasparyan 1999. Grypocentrus arcuatus ingår i släktet Grypocentrus och familjen brokparasitsteklar. Inga underarter finns listade i Catalogue of Life.